# Alizarinový inkoust
Alizarinový inkoust si nechal v roce 1856 patentovat drážďanský výrobce inkoustu August Leonhardi. Jedná se vlastně o zdokonalený klasický želizitoduběnkový inkoust.

## Vývoj
Název vznikl podle Leonhardim přidávaného barviva alizarinu, což je tradiční barvivo, původně získávané z rostliny mořeny barvířské. V roce 1868 objevili němečtí chemikové Graebe a Liebermann způsob syntetické výroby alizarinu z antracenu či dehtu.  Od jeho přidávání se záhy upustilo, protože šlo jen o krycí trik, jak neprozradit skutečnou podstatu zkvalitnění inkoustu. Podstatnou změnou bylo totiž přidání kyseliny sírové obsažené v roztoku indiga, připraveného z indigového prášku (ve vodě jinak nerozpustného) a dýmavé kyseliny sírové – tzv. oleum. Kyselina sírová zabraňovala předčasné oxidaci inkoustu. Tento inkoust měl pak modrozelenou barvu, způsobenou právě roztokem indiga, oxidací na vzduchu postupně zcela zčernal. Později se i do těchto inkoustů přidávalo modrozelené umělé barvivo.
O deset roků později si Leonhardi nechal patentovat i tzv. antracenový inkoust, který se z alizarinového postupným zdokonalováním vyvinul, za použití nově vynalezených syntetických barviv tzv. předběžných, v tomto případě vesměs fenolové modři. Rozdíl mezi alizarinovým a antracenovým inkoustem byl pouze v použitém předběžném barvivu (alizarinový měl modrozelené, zatímco antracenový čili alepský nebo říšský modré barvivo). Ihned po napsání byl totiž text velmi bledý, proto bylo nutné k tomuto tzv. matičnímu inkoustu – někdy také nazývanému tělo inkoustu přidávat tzv. předběžné barvivo, původně roztok indigového prášku, později umělá barviva. Toto barvivo postupná oxidace na vzduchu překryla, takže zůstala pouze černá barva železnatých solí. Zelená skalice a kyselina (nejčastěji sírová – příliš nepoškozuje ocelová pera, chlorovodíková a pod.) se později nahrazovala chloridem železitým. Inkoust se konzervoval fenolem nebo kyselinou salicylovou.

## Moderní náhrady
Tyto železitoduběnkové inkousty se používaly v podstatě až do 2. pol. 20. stol. V Československu je vyráběla jak firma někdejšího vynálezce A. Leonhardiho v Podmoklech, tehdy již patřící pod firmu Pelikan, tak mnoho jiných větších i menších výrobců. Po válce znárodněný podnik Gama a později Koh-i-noor převzal po roce 1948 výrobu, jako v podstatě jediný podnik místo znárodněných menších firem. Poslední inkoust tohoto typu se v ČR přestal běžně vyrábět asi v roce 2004 (pod označením „dokumentní inkoust“), a to z důvodu zpřísnění evropských norem na používání a skladování nebezpečných chemických látek, používaných k jeho výrobě – chlorid železitý, případně fenol nebo výše uvedené kyseliny. Mezi tyto látky patří i antracen. Dnešní dokumentní inkoust je postaven na pigmentech, podobně jako např. také původně železitoduběnkový modročerný inkoust firmy Pelikan či Lamy. Průmyslově se vyrábí již jen v Anglii, některými specializovanými manufakturami v Německu, případně i na zakázku.